# Lai Chi
El Lai Chi (en chino: 勵馳體育會) es un equipo de fútbol de Macao que actualmente juega en la Liga de Elite, la máxima competición de fútbol en Macao.

## Palmarés
- Tercera División de Macao (1): 2011